# Sophie Frederikke Louise Charlotte Reventlow
Sophie Frederikke Louise Charlotte Reventlow, född von Beulwitz 1747, död 1822, var en dansk grevinna, författare och brevskrivare. 
Hon var dotter till Christoph Ernst von Beulwitz (1695–1757) och Sophie Hedevig von Warnstedt (1707–1768), och gifte sig 1774 med greve Christian Ditlev Frederik Reventlow, statsråd i Bernstorff-regeringen. Hon korresponderade med bland andra Louise Stolberg. Hennes verk Vore opblomstrende børn utgavs av Claus Bjørn 1990.